# Rishaschia amrishi
Rishaschia amrishi là một loài nhện trong họ Salticidae.
Loài này thuộc chi Rishaschia. Rishaschia amrishi được Makhan miêu tả năm 2006.